# Kojin Jugyo
Singles de Misono
VS
(2006) Speedrive
(2006)
Kojin Jugyo est le 2e single de Misono sorti sous le label Avex Trax le 10 mai 2006 au Japon. Il atteint la 15e place du classement de l'Oricon, il reste classé pendant 4 semaines, pour un total de 16 223 exemplaires vendus. Il sort en format CD et CD+DVD.
Kojin Jugyo a été utilisé comme thème musical pour la série Miracle Shape sur NTV; c'est une reprise d'une chanson des Finger 5. Pinkies se trouve sur l'album never+land. Le thème de ce single est Cendrillon.

## Liste des titres
| 1. | Kojin Jugyo (個人授業)                  | Aku Yū | Tokura Shunichi, Takahiro Izutani | 4:26 |
| 2. | Pinkies                                 | Misono | Takahiro Izutani                  | 5:18 |
| 3. | Kojin Jugyo （Instrumental） (個人授業) |        | Tokura Shunichi, Takahiro Izutani | 4:26 |
| 4. | Pinkies （Instrumental）                |        | Takahiro Izutani                  | 5:15 |

| 1. | Kojin Jugyo (個人授業) |  |